# Méné jaune
Notemigonus crysoleucas
Genre
Espèce
Statut de conservation UICN

 LC  : Préoccupation mineure
Le méné jaune  (Notemigonus crysoleucas) est une espèce de poissons d'eau douce de la famille des cyprinidés originaire d'Amérique du Nord. C'est le seul membre de son genre, Notemigonus. Le méné jaune est surtout utilisé comme appât, c'est probablement le poisson le plus élevé aux États-Unis.